# A Korean Odyssey
A Korean Odyssey (hangul: 화유기 Hwayugi) – południowokoreański serial telewizyjny emitowany na antenie tvN. Został wyreżyserowany przez siostry Hong i jest współczesnym spin-offem chińskiej powieści klasycznej Wędrówka na Zachód. Serial był emitowany w soboty i niedziele o 21:00 od 23 grudnia 2017 roku do 4 marca 2018 roku, liczy 20 odcinków. Główne role odgrywają w nim Lee Seung-gi, Cha Seung-won, Oh Yeon-seo, Lee Hong-gi oraz Jang Gwang.
Serial jest dostępny, pt. A Korean Odyssey, za pośrednictwem platformy Netflix z napisami w różnych językach, w tym polskim.

## Obsada

### Główna
- Lee Seung-gi jako Son Oh-gong (wzorowany na Sun Wukongu)
- Cha Seung-won jako Woo Hwi-chul / Woo Ma-Wang (wzorowany na Bull Demon King)
- Oh Yeon-seo jako Jin Seon-mi / Sam-jang (wzorowana na mnichu Tripitaka)
  - Kal So-won jako młoda Jin Seon-mi
- Lee Hong-gi jako P.K / Jeo Pal-gye (wzorowany na Zhu Bajie)
- Jang Gwang jako Yoon Dae-sik / Sa Oh-jeong (wzorowany na Sha Wujing)

### Drugoplanowa
- Lee Se-young jako Jung Se-ra / Jin Bu-ja, Ah Sa-nyeo (wzorowana na Baigujing)
- Lee El jako Ma Ji-young
- Song Jong-ho jako Kang Dae-sung
- Kim Sung-oh jako Lee Han-joo
- Sung Hyuk jako generał Dong / Wróżka Ha
- Sung Ji-ru jako Soo Bo-ri
- Yoon Bo-ra jako Alice / Ok-ryong (wzorowana na White Dragon Horse)
- Jung Jae-won jako Hong Hae-ah (wzorowany na Hong Hai Er)
- Im Ye-jin jako handlarka (wzorowana na Guanyin)

### W pozostałych rolach
- Park Sang-hoon jako Eun-sung
- Jung Jae-eun jako ciotka
- Kang Sang-pil jako gangster
- Lee Yong-lee jako babcia Jin Sun-mi
- Son Young-soon jako uliczny sprzedawca
- Seo Yoon-a jako Mi-joo
- Baek Seung-hee jako panna młoda z drewnianej kukły
- Min Sung-wook jako Saekjungki
- Park Seul-gi jako dziennikarz

Gościnnie
- Kim Ji-soo jako Na Chal-nyeo (wzorowana na księżniczce Iron Fan)
- Michael K. Lee jako Jonathan
- Kim Yeon-woo jako Kim Yeon-woo, sędzia "Superstar" (odc. 1)
- Yoo Yeon-jung (z Cosmic Girls) jako Lee Da-in (odc. 1)
- Jang Keun-suk jako Gong Jak (odc. 3)
- Bang Sujin (z Wassup) jako syrena (odc. 7)
- Lee So-yeon jako sprzedawczyni książek (odc. 9-10)
- Seo Eun-woo jako Taoist Fairy Ha (odc. 15)
- Oh Yeon-ah jako Egret (odc. 16)

## Odbiór
Według danych opublikowanych przez Nielsen Korea, premierowy odcinek A Korean Odyssey był najczęściej oglądanym programem w swoim przedziale czasowym, w tym zarówno spośród telewizji kablowej jak i kanałów publicznych. Ponadto pobił rekord najwyższej oglądalności pierwszego odcinka serialu telewizyjnego w grupie widzów w wieku 20-49 lat według Nielsen Korea.

## Kontrowersja
24 grudnia emisja 2. odcinka była wielokrotnie przerywana długimi reklamami komercyjnymi, podczas których tvN wyświetlał komunikat informujący o „wewnętrznych problemach opóźniających emisję”, aż ostatecznie transmisja została całkowicie przerwana. Stacja tvN opublikowała przeprosiny, stwierdzając, że nastąpiły „opóźnienia w procesie postprodukcji” i że „sfinalizowana wersja drugiego odcinka zostanie wyemitowana 25 grudnia o godzinie 18:10 (KST)”.
23 grudnia 2017 roku na planie serialu doszło do wypadku, podczas którego członek personelu został poważnie ranny.

## Ścieżka dźwiękowa
| A Korean Odyssey OST | A Korean Odyssey OST                                          | A Korean Odyssey OST | A Korean Odyssey OST |
| Nr                   | Tytuł utworu                                                  | Wykonawca            | Długość              |
| -------------------- | ------------------------------------------------------------- | -------------------- | -------------------- |
| 1.                   | „Let Me Out”                                                  | NU’EST W             | 3:18                 |
| 2.                   | „When I Saw You”                                              | Bumkey               | 2:57                 |
| 3.                   | „I'll Be By Your Side” (네 옆에 있을게)                       | MeloMance            | 4:04                 |
| 4.                   | „I'll Be Fine” (뒷모습)                                       | Suran                | 4:16                 |
| 5.                   | „If You Were Me” (니가 나라면) (ft. Yoo Hwe-seung z N.Flying) | AOA (Jimin, Yuna)    | 3:13                 |
| 6.                   | „If We Were Destined” (운명이라면)                            | Ben                  | 4:08                 |
| 7.                   | „Like A Miracle (Someday)” (그 언젠가 기적처럼)               | Hwang Chi-yeul       | 3:56                 |
| 8.                   | „Always You”                                                  | leeSA                | 2:53                 |
| 9.                   | „Believe”                                                     | Mackelli             | 3:38                 |

## Oglądalność
| No. | Data emisji | Oglądalność | Oglądalność |
| No. | Data emisji | AGB Nielsen | TNmS        |
| --- | ----------- | ----------- | ----------- |
| 1   | 2017.12.23  | 5.290%      | 4.9%        |
| 2   | 2017.12.24  | 4.849%      | 5.4%        |
| 2   | 2017.12.25  | 5.623%      | 6.2%        |
| 3   | 2018.01.06  | 5,614%      | 7,1%        |
| 4   | 2018.01.07  | 6,060%      | 7,0%        |
| 5   | 2018.01.13  | 6,102%      | 6,2%        |
| 6   | 2018.01.14  | 6,942%      | 7,2%        |
| 7   | 2018.01.20  | 5,131%      | 6,1%        |
| 8   | 2018.01.21  | 5,822%      | 6,4%        |
| 9   | 2018.01.27  | 5,054%      | 5,8%        |
| 10  | 2018.01.28  | 6,271%      | 6,6%        |
| 11  | 2018.02.03  | 5,705%      | 6,5%        |
| 12  | 2018.02.04  | 5,605%      | 6,1%        |
| 13  | 2018.02.10  | 4,397%      | 5,0%        |
| 14  | 2018.02.11  | 5,517%      | 6,2%        |
| 15  | 2018.02.17  | 3,586%      | 4,5%        |
| 16  | 2018.02.18  | 4,250%      | 4,6%        |
| 17  | 2018.02.24  | 3,821%      | 5,0%        |
| 18  | 2018.02.25  | 5,472%      | 6,2%        |
| 19  | 2018.03.03  | 5,945%      | 6,8%        |
| 20  | 2018.03.04  | 6,881%      | 7,4%        |